# Александров Дмитро Вадимович
Александров Дмитро Вадимович (Bobeen) (нар. 27 грудня 1973, Харків, Україна) — український музикант, саксофоніст, композитор, лідер гурту.

## Освіта
1978 — Дитяча музична школа (класи кларнет, фортепіано).
1988 — Харківське Музичне Училище — естрадне відділення (клас: саксофон).
1992 — Ростовська Державна Консерваторія.
1993—1999 — Харківський Національний Університет Мистецтв.

## Учасник гуртів
Cxid-Side:
- Володимир Шабалтас[1] (гітара);
- Денис Дудко (контрабас);
- Олексій Саранчін (рояль-клавішні);
- Олександр Лебеденко[2] (барабани).

- Пізніше до групи приєдналися басист Валентин Корнієнко, і піаніст Ілля Єресько.

Квартет Руслана Егорова.
Квинтет і Биг Бенд Dennis Adu.

## Біографія
Александров Дмитро Вадимович (Bobeen)  народився 27 грудня 1973 року в місті Харків, Україна.
У чотири роки почав займатися музикою у Дитячій Музичній Школі. Клас фортепіано і кларнет.
В 1988 році вступив до Харківського Музичного Училища на естрадне відділення, до Кравченка Геннадія Георгійовича, де вперше взяв у руки саксофон. Вже на третьому курсі (1991р.) став лауреатом республіканського конкурсу в Донецьку. А в 1992 році- дипломантом конкурсу випускників музичних училищ.
У 1992 році закінчує Харківське Музичне Училище і вступає у Ростовську Консерваторію. Там працює стажером у бенді Кіма Назаретова.
Пізніше з Ростовської консерваторії Александров переводиться до Харківського Інституту Мистецтв. Саме там починається новий етап творчості - джазові ансамблі.
Один з них був створений у 1995 році і став легендарним - Схід-Side.
1995 рік - дебют на фестивалі “Горизонти Джазу” (Кривий Ріг) і виступ на “Джаз-Фестиваль” (Суми).
з 1996 рік - гастролі у Німеччині, участь у більшості відомих джазових фестивалях України та тодішніх країн СНД.
Займався педагогічною діяльністю в Харківському Музичному Училищі,  Харківському Інституті Мистецтв, Київському Вищому Державному Музичному Училищі ім. Глієра.
Співпрацював та записував альбоми з Randy Brecker, Mark Soskin, Curtis Fuller, Kevin Mahogany, Gregory Porter, Dennis Adu, ТНМК, ОЕ та іншими.
Учасник Z-Band, Kaktus Fresh, UpSide 3, VSH-Ensemble, Kiev Salsa Kings; У якості запрошеного музиканта- участь в альбомах Ігоря Закуса, Леоніда Титова (LoTus), Росави, ТНМК, ВВ, Олени Попової тощо.
Зараз Дмитро грає в квартеті Руслана Єгорова, квінтеті Dennis Adu, працює як сесійний музикант на студіях і концертах.